# Jana Shiha
Jana Shiha (* 22. August 2001 in Alexandria) ist eine ägyptische Squashspielerin.

## Karriere
Jana Shiha feierte bereits im Juniorenbereich mit dem Finaleinzug 2019 bei der Weltmeisterschaft in Kuala Lumpur einen ersten großen Erfolg. Das Endspiel verlor sie gegen Hania El Hammamy in drei Sätzen. Seit 2018 ist sie auf der PSA World Tour aktiv und gewann bislang vier Titel. Ihre beste Platzierung in der Weltrangliste erreichte sie mit Rang 30 am 13. März 2023.

## Erfolge
- Gewonnene PSA-Titel: 4